# Juan Luis de la Cerda
Juan Luis de la Cerda (Toledo, 1558 - Madrid, 1643), jesuita y humanista español.

## Biografía
Hijo de don Francisco de la Cerda y de doña Jerónima de Zárate, ingresó a los dieciséis años en la Compañía de Jesús. Enseñó gramática en los colegios de Murcia y Oropesa (Toledo). Desde 1597 ejerció como profesor de poesía, retórica y griego en el Colegio imperial de Madrid, donde tendrá como discípulos entre otros a Pedro Calderón de la Barca y Francisco de Quevedo, y al año siguiente adapta las Introductiones Grammaticae de Antonio de Nebrija, tanto que es en realidad un libro nuevo, publicado sin embargo con el título de Aelii Antonii Nebrissensis de institutione grammatica libri quinque (Madrid, 1601), publicada antes sin nombre del autor en Madrid, 1598, y popularmente conocida como Arte regia, y consigue que pasen a ser texto único para la enseñanza del latín en España desde 1598 a 1768; esta gramática es de inspiración racionalista, como la del Brocense; su fama de humanista fue muy grande; se dice que el papa Urbano VIII tenía en su cámara un busto del toledano e incluso pidió a su sobrino el cardenal Francesco Barberini con motivo de su viaje a la corte de Felipe II que lo saludara en su nombre. Fue amigo del famoso poeta aragonés y canónigo de Zaragoza Bartolomé Leonardo de Argensola, de Esteban Manuel de Villegas y del poeta, músico y narrador Vicente Espinel, quien le pidió revisase su novela picaresca Vida del escudero Marcos de Obregón. Participó en la defensa de Lope de Vega en la Expostulatio Spongiae a Petro Hurriano Ramila nujer evulgatae. Pro Lupo a Vega Carpio, Poetarum Hispaniae Principe. Auctore Iulio Columbario B. M. D. L. P. Item Oneiropaegnion, et varia illustrium virorum poemata. In laudem eiusdem Lupi a Vega. V. C. Tricassibus Sumptibus Petri Crevillot Anno M. D. C. X. V. III. Cum Privilegio Regis (junio de 1618) que en reaalidad no está impresa en Troyes, sino en Madrid. Publicó por primera vez en Lyon en 1626 unos apócrifos 18 Salmos de Salomón en griego. También fue censor de libros. Falleció a los ochenta y cinco años de edad.

## Obra
En español publicó un Libro intitulado Vida política de todos los estados de mugeres (1599); en latín unos Comentarios en dos volúmenes a la obra de Tertuliano (París 1624 y 1630), unos Adversaria Sacra (Lyon, 1626) y un De excellentia sacrorum spiritum (París, 1631); hizo unas adiciones al Diccionario de Ambrosio Calepino, pero su obra más reconocida y más importante fue su monumental edición y comentario de los poemas de Virgilio, Commentaria in omnia opera Publii Virgilii Maronis, cuyo primer volumen (Bucólicas y Geórgicas) salió en Madrid en 1608. El segundo, de 1612, está consagrado a los seis primeros libros de la Eneida; y en 1617, el tercero se ocupa de los seis últimos libros. La obra tuvo tal éxito que conoció sucesivas reimpresiones hasta 1647. La obra va precedida de una dedicatoria al entonces Conde de Salinas, Diego de Silva y Mendoza, dieciocho dísticos elegíacos, distribuidos en dos columnas, que para de la Cerda compuso Gaspar Sanctius y cuarenta y cinco hexámetros de Andreas Escoto de Amberes, un índice de autores y una biografía de Virgilio.
El padre de la Cerda usa un método de comentario que divide el texto original en fragmentos; sigue luego el argumentum de cada uno donde se expresa la idea principal, después la explicatio, que es una paráfrasis que aprovecha para explicar el significado de los términos oscuros y por último las notae, pequeños ensayos con frecuencia donde vuelca toda su erudición con la intención de illustrare Poetam: lugares paralelos, fuentes de inspiración de Virgilio, imitadores etcétera. Cita a trescientos autores griegos y latinos antiguos, pero también a ciento cincuenta recientes y contemporáneos.

## Fuente
- Nicolás Antonio, Bibliotheca hispana nova, I, Madrid, Ibarra, 1783, 722 (edición facsímil, Madrid, Visor, 1996).
- Miguel Antonio Caro, Virgilio en España, 1993.